# Камолов, Назирхон
Назирхан Камалов (узб. Назирхон Камолов) (1899, город Ош, Ошский уезд, Ферганская область — 1970, город Ош, Киргизская ССР, СССР) — один из основателей Ошского театра, Радио Узбекистана, первый диктор узбекского отдела Радио Узбекистана.

## Биография
Назирхон Камолов родился в 1899 году в городе Ош, с юности интересовался культурой. Его интересы привели его в театральный кружок, созданный в 1918 году под руководством Рахмонберди Мадазимова, основанный на базе концертной бригады при Реввоенсовете Туркестанского фронта из местных мусульманских актёров.
В 1925 году Назирхон Камолов уехал в Ташкент и по направлению поступил в факультет мелиорации Среднеазиатского госуниверситета (САГУ).
В январе 1927 года заведующий русским отделом Узбекского радио Сумбатов пригласил студента САГУ Назирхона Камолова для работы на должность заведующего узбекским отделом и диктора в создаваемую Радио Узбекистана. 11 февраля 1927 года диктор Н. Камолов в первый раз вышел в эфир в радиопередаче «Говорит Ташкент» на узбекском языке. Дата 11 февраля 1927 года считается датой рождения Узбекского радио. Первым диктором и основателем Узбекского радио считается Назирхон Камолов.
В 1927 году Узбекское радио на узбекском языке выходила в эфир по два часа каждый день. Программа состояла из новостей и концертов, иногда читали лекции и проводили интервью. Участниками первых радиоконцертов были: Беньямин Давидов, Нина Давидова и Берта Давидова.
Для улучшения качества радиопередач Н. Камолов обратился за помощью в Союз искусствоведов Узбекистана. В концертных радиопередачах активное участие принимали деятели культуры Юнус Ражаби, Ризки Ражаби, Ортикходжа Имомходжаев, Мулла Туйчи Тошмухаммедов, Тухтасин Джалилов, музыканты Абдукодир найчи, Ахмаджон найчи, Раим Охун и другие.
На должности заведующего узбекским отделом Радио Узбекистана Н. Камолов воспитал много молодых национальных кадров. Заведующим узбекского отдела и диктором Узбекского радио Н. Камолов работал до июня 1928 года. Вместо себя диктором оставил своего ученика студента училища Ходжимурода Авазходжаева. В дальнейшем дикторами Узбекского радио работали Фотима Юнусова, Туйгуной Юнусходжаева, Кодир Махсумов. К. Рашидов, Уктам Жобиров, Насиба Иброхимова, Кодир Тожиев, Мирзохид Рахимов, Фарход Бобожонов и другие.
Основателями и организаторами Радио Узбекистана являются заведующий отделом и первый диктор Назирхон Камолов и первый директор Искандар Каландаров.
В июле 1928 года Н. Камолов выехал на Родину в город Ош, на ответственную партийную работу.
С 1950 года по 1962 годы работал старшим преподавателем в Ошском педагогическом институте и вышел на пенсию.

## Работа втеатре
| Год  | Название              | Оригинальное название узб. {{{1}}} | Автор                 |
| ---- | --------------------- | ---------------------------------- | --------------------- |
| 1919 | Отцеубийца            | Падаркуш                           | М. Бехбудий           |
| 1919 | Лекарь из Туркестана  | Туркистонлик табиб                 | Маннон Уйгур          |
| 1920 | Отравленная жизнь     | Заҳарли ҳаёт                       | Хамза                 |
| 1921 | Сирота                | Етим                               | Гулом Зафарий         |
| 1922 | Наказание клеветников | Туҳматчилар жазоси                 | Хамза                 |
| 1923 | Лолахон               | Лолахон                            | Комил Яшин            |
| 1924 | Рапорт с юга          | Жанубдан рапорт                    | Махмуд Рахмон         |
| 1925 | Гулсара               | Гулсара                            | К.Яшин и М.Музаффаров |

- 1919 год — М.Бехбудий «Падаркуш», (Отцеубийца) Маннон Уйгур «Лекарь из Туркестана».
- 1920 год — Хамза «Отравленная жизнь».
- 1921 год — Гулом Зафарий «Сирота».
- 1922 год — Хамза «Наказание клеветников».
- 1923 год — Комил Яшин «Лолахон».
- 1924 год — Махмуд Рахмон «Рапорт с юга».
- 1925 год — К.Яшин и М.Музаффаров «Гулсара».

Кроме того, он участвовал в многочисленных концертных программах.
Назирхон Камолов был избран депутатом Ошского областного, Ошского городского Советов.
Основатель, организатор и первый диктор Радио Узбекистана, один из основателей Ошского узбекского драматического театра Назирхон Камолов в 1970 году умер в городе Ош.